# Église Santa Maria della Lettera
L'église Santa Maria della Lettera (Sainte-Marie-de-la-Lettre) est une église baroque du centre historique de Naples située dans les Quartiers Espagnols bâtis au XVIe siècle. Elle est contiguë à l'église Santi Francesco e Matteo.

## Histoire
L'église est bâtie à l'initiative de Jeanne d'Autriche, fille naturelle de don Juan d'Autriche, le vainqueur de Lépante. Elle en fait don aux Pères théatins, ainsi que l'établissement attenant servant de maison de convalescence. Sa fille Marguerite, duchesse de Tagliacozzo, née Branciforte, la fait remanier en 1646, prenant son aspect actuel.
Quelques retouches ont lieu après le tremblement de terre de 1732. La décoration de stuc de 1735, dans la nef, est l'œuvre d'Andrea Tramontano.
En 1824, le couvent est transformé en habitations privées.

## Description
La façade de l'église est sévère et compacte. Elle présente un portail simple surmonté d'un bas-relief représentant La Sainte Vierge en buste, et plus haut d'une loggia architravée de goût classique, fermée par un fronton.
Près du palais du XVIe siècle à proximité de l'église, on remarque un petit édicule sacré d'époque baroque, commandé par la confrérie de Sainte-Marie-de-la-Lettre dans les premières années du XVIIIe siècle.

## Source de la traduction
- (it) Cet article est partiellement ou en totalité issu de l’article de Wikipédia en italien intitulé « Chiesa di Santa Maria della Lettera » (voir la liste des auteurs).